# Lindsaea sarawakensis
Lindsaea sarawakensis är en ormbunkeart som beskrevs av Kramer. Lindsaea sarawakensis ingår i släktet Lindsaea och familjen Lindsaeaceae. Inga underarter finns listade.